# Webbläsare

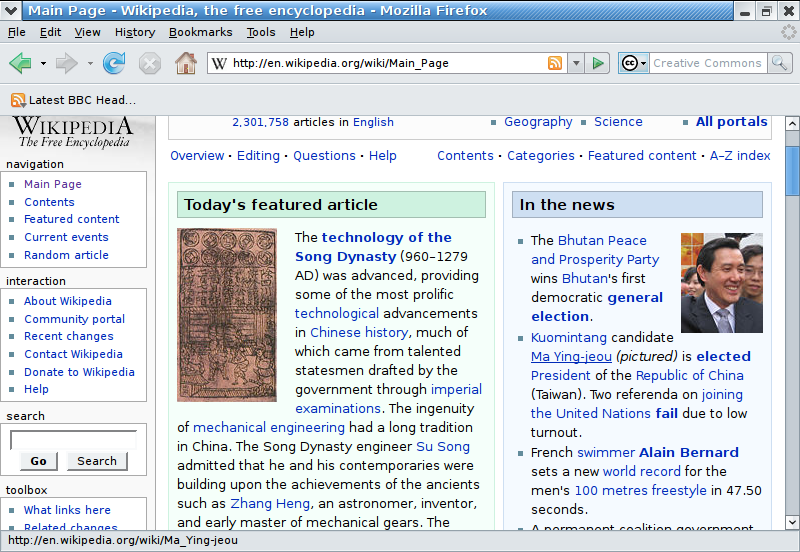
Engelskspråkiga Wikipedias startsida visad i webbläsaren Mozilla Firefox 2.0.

Webbläsare i ett historiskt perspektiv: startår, förgreningar och eventuella nedläggningar enligt en tidsaxel. Klicka på diagrammet för att förstora det.

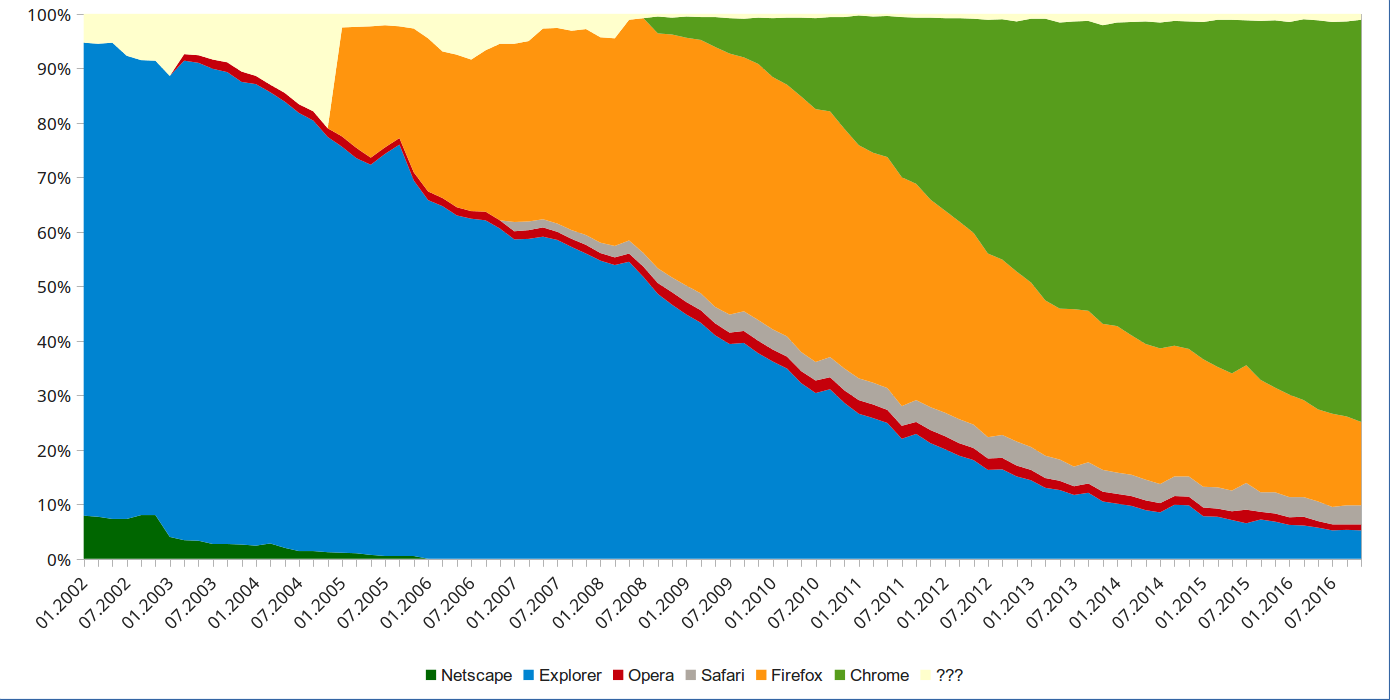
Webbläsarstatistik från W3schools.

Webbläsare (engelska: web browser), eller bläddrare (finlandssvenska), är ett program för att hämta, tolka och återge dokument kodade i HTML eller XHTML som lagts upp på webbservrar på Internet.

## Historik
Den första webbläsaren utvecklades av Tim Berners-Lee på Cern 1990. Tre år senare lanserades webbläsaren Mosaic vid NCSA i delstaten Illinois. Den var mer lättanvänd, vilket bidrog till kraftigt ökad webbanvändning. Men den första webbläsare som den stora allmänheten kom i kontakt med var Netscape, utvecklat av Lou Montulli m.fl. som dominerade marknaden från 1995 till 1999 då Microsofts Internet Explorer lyckades vinna det första så kallade webbläsarkriget (eng: browser wars). Under 2000-talet har det dock blossat upp ett nytt webbläsarkrig. Den här gången står kampen mellan Internet Explorer och utmanarna Mozilla Firefox, Google Chrome, Safari och Opera, som även är de fem största. I dagsläget finns det dock hundratals webbläsare och de allra flesta är gratis.

## Statistik
Olika webbplatser kan ha olika värden, men siffrorna kan ge en fingervisning om webbläsarnas marknadsandel. Värden inom parentes avser procentandel i april 2011.
Webbläsarstatistik hämtad från Net Applications juli 2016.
1. 50,95 % (11,57) Google Chrome
2. 29,6 % (55,92) Internet Explorer
3. 8,12 % (21,8) Mozilla Firefox
4. 5,09 % (-) Microsoft Edge
5. 4,51% (6,61) Safari

(Opera: 2,15)
Webbläsarstatistik hämtad från W3schools juli 2016.
1. 71,9 % (25) Google Chrome
2. 17,1 % (42,2) Mozilla Firefox
3. 5,2 % (25,8) Internet Explorer
4. 3,2 % (4) Safari
5. 1,1 % (2,5) Opera

Webbläsarstatistik hämtad från StatCounter juli 2016.
1. 58,26 % (17,91) Google Chrome
2. 13,97 % (29,62) Mozilla Firefox
3. 9,77 % (44,99) Internet Explorer
4. 9,74 % (5,02) Safari
5. 2,79 % (-) Microsoft Edge

(Opera: 1,93)